# Turm von Kiveri

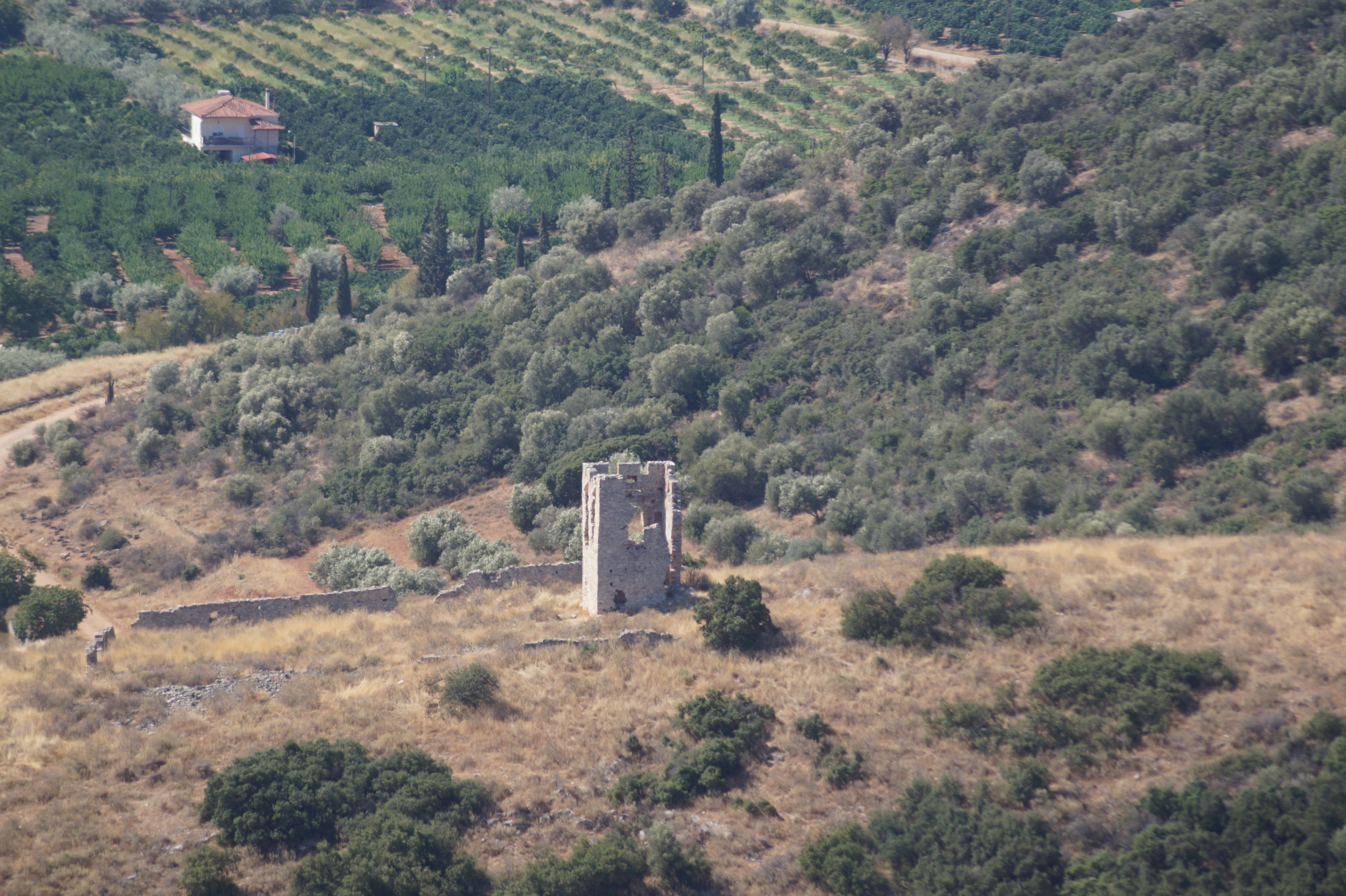
Blick vom Berg Pontinos auf den Turm von Kiveri.

Der Turm von Kiveri (griechisch Πύργος Κιβερίου) oder Turm der Prinzessin (griechisch Πύργος Βασιλοπούλας) ist eine Turmruine in der Argolis in Griechenland. Sie liegt etwa 700 m südlich der Burg Kastro Kiveriou und etwa 600 m südwestlich des Ortes Myli. Er ist von der Ausgrabungsstätte in Lerna aus gut sichtbar. Benannt wurde der Turm nach dem nahegelegenen Ort, der im Mittelalter Kiveri genannt wurde. Später wurde der Ort in Myli umbenannt. Der moderne Ort Kiveri liegt 3 km südlich.

## Sage
Vor langer Zeit soll in dem Turm eine Prinzessin gewohnt haben. Sie wird verschiedentlich als besonders schön oder auch besonders hässlich bezeichnet. Vom Turm führte angeblich ein unterirdischer Gang zum etwa 900 m östlich gelegenen Strand, durch den die Prinzessin unbemerkt zum Baden gehen konnte.

## Beschreibung
Der Turm steht auf einem nach Norden, Osten, und Süden flach abfallenden, 74 m hohen Gebirgsausläufer. Er ist von einer Umfassungsmauer umgeben. Der eingefasste Bereich maß von Westen nach Osten etwa 60 m und von Norden nach Süden 23 m. Die Mauer ist 0,60 m dick und heute im Süden und Osten noch 2 m und im Norden 1 m hoch erhalten. Die Westmauer ist fast ganz verschwunden. Die Mauer wurde genauso wie der Turm aus Kalkstein mit Mörtel aus Sand und Kies errichtet und größere Zwischenräume wurden mit Tonscherben gefüllt. Im Mauerwerk folgen auf eine dicke Mauerlage zwei dünne.
Der Turm ist rechteckig von 5,50 × 6,75 m und ist noch bis in seine ursprüngliche Höhe von 10 m erhalten. Die Mauern haben eine Dicke von 0,60 m. Anhand von Balkenlöchern ist ersichtlich, dass es neben einem Erdgeschoss noch zwei Obergeschosse gab. Während die Wände der Obergeschosse verputzt waren, blieben sie im Erdgeschoss unverputzt. Deshalb nimmt man an, dass im Erdgeschoss die Stallungen lagen. Im ersten Obergeschoss lag der Wohnbereich, der in der Regel nicht mit den Stallungen direkt verbunden war und deshalb über eine Außentreppe zu erreichen war. Gelegentlich war der Eingang noch durch eine Zugbrücke gesichert. Im Wohnbereich gab es im Norden und Süden in die Wand eingelassene Schränke etwa ein Meter über dem Fußboden. Für Licht sorgten große Fenster im Norden und Süden und zwei weitere Fenster im Osten und vermutlich eins im Westen. Im zweiten Obergeschoss gab es im Osten und Westen jeweils zwei und im Norden und Süden je ein kleines Fenster. In allen Ecken gab es eine Schießscharte und die Fenster waren mit Schartenläden versehen. Den Dachabschluss bildet eine Brüstung mit Zinnen.

## Deutung
Oftmals wurde der Turm der Fränkischen oder Venezianischen Zeit zugeordnet. Es handelt sich jedoch eindeutig um ein osmanisches Bauwerk. Der Turm diente auch keinem militärischen Zweck. Sowohl die Schießscharten als auch die Zinnen sind für die Verteidigung eher ungeeignet. Auch die Lage auf einem gut zugänglichen Hügel und die dünnen Mauern führen zu dieser Einschätzung. Sehr wahrscheinlich handelt es sich um den Wohnturm (griechisch πύργος; griechisch κουλας oder türk. kule) eines Sipahi, Agha oder Gutsbesitzers. Solche Wohntürme waren sehr zahlreich und wurden von Reisenden des 19. Jahrhunderts beschrieben und oft auch als Residenz genutzt. Ein weiterer Wohnturm soll zum Beispiel an der Küste bei dem Ort Myli gestanden haben.